# Cyathea marcescens
Cyathea marcescens är en ormbunkeart som beskrevs av Norman Arthur Wakefield. Cyathea marcescens ingår i släktet Cyathea och familjen Cyatheaceae. Inga underarter finns listade.